# أليس منقاري
الأليس المنقاري (باللاتينية: Alyssum rostratum) نوع نباتي يتبع جنس الأليس من الفصيلة الصليبية.

## البيئة والانتشار
موطنه شرق وشمال شرق أوروبا.